# Synodontis schoutedeni
Synodontis schoutedeni är en fiskart som beskrevs av David, 1936. Synodontis schoutedeni ingår i släktet Synodontis och familjen Mochokidae. IUCN kategoriserar arten globalt som livskraftig. Inga underarter finns listade i Catalogue of Life.